# Station Józefów
Station Józefów is een spoorwegstation in de Poolse plaats Józefów.